# Shorea macroptera
Shorea macroptera är en tvåhjärtbladig växtart. Shorea macroptera ingår i släktet Shorea och familjen Dipterocarpaceae.

## Underarter
Arten delas in i följande underarter:
- S. m. baillonii
- S. m. macroptera
- S. m. macropterifolia
- S. m. sandakanensis